# غراهام روس
غراهام روس (بالإنجليزية: Graham Ross)‏ هو فيزيائي نظري وفيزيائي بريطاني، ولد في القرن العشرين.